# بالدوین (لوئیزیانا)
بالدوین (به انگلیسی: Baldwin) شهری در ایالت لوئیزیانا کشور ایالات متحده آمریکا است که جمعیت آن در سرشماری سال ۲۰۱۰ میلادی، ۲٬۴۳۶ نفر بوده‌است.